# Брезе (Мен и Лоара)
Брезе (фр. Brézé) насеље је и општина у западној Француској у региону Лоара, у департману Мен и Лоара која припада префектури Сомир.
По подацима из 2011. године у општини је живело 1.299 становника, а густина насељености је износила 64,79 становника/km². Општина се простире на површини од 20,05 km². Налази се на средњој надморској висини од 46 метара (максималној 104 m, а минималној 26 m).

## Демографија
| 1962. | 1968. | 1975. | 1982. | 1990. | 1999. | 2011. |
| ----- | ----- | ----- | ----- | ----- | ----- | ----- |
| 834   | 841   | 877   | 1.207 | 1.379 | 1.299 | 1.299 |

График промене броја становника у току последњих година